# Genevieve Cogman
Genevieve Cogman (n. 1972) este o scriitoare britanică de literatură fantastică și autoare de jocuri de rol.

## Biografie
Ea are un master în statistică aplicată în medicină. Lucrează pentru NHS ca specialistă în clasificări clinice. Cogman locuiește în nordul Angliei.
A lucrat, de asemenea, ca autoare independentă de jocuri de rol, contribuind la unele producții ale companiei Steve Jackson Games⁠(d) ca In Nomine sau GURPS, producții White Wolf Publishing⁠(d) ca Orpheus și Exalted și la jocul Evil Hat Productions⁠(d) The Dresden Files.

## Scrieri
Romanul de debut al scriitoarei, The Invisible Library (Biblioteca invizibilă) a fost lansat în ianuarie 2015. Cartea a fost prima dintr-o serie omonimă, continuată de The Masked City (Orașul mascat, decembrie 2015), The Burning Page (Cărți în flăcări, decembrie 2016), The Lost Plot (2017), The Mortal Word (2018), The Secret Chapter (2019) și The Dark Archive (2020). Seria de cărți are ca temă o echipă secretă de bibliotecari sub acoperire care călătoresc în realități alternative pentru a face rost de opere de ficțiune pentru o uriașă bibliotecă inter-dimensională care există în afara spațiului și timpului normal. Personajul principal este Irene, o bibliotecară junioară cu un mare umor britanic, ea are numeroase aventuri alături de asistenta și prietena sa, misterioasa și fermecătoarea Kai. Seria încorporează numeroase elemente de fantezie, inclusiv steampunk, ființe supranaturale și magie. Tor Books, o editură pentru literatură fantastică a grupului Pan Macmillan, a dobândit drepturile de autor pentru a patra și a cincea carte a seriei.

### SeriaBiblioteca invizibilă
- Cartea 1: The Invisible Library Londra: Pan Macmillan, 2015.ISBN: 978-1-4472-5623-6
- Cartea 2: The Masked City Londra: Pan Macmillan, 2015.ISBN: 978-1-4472-5625-0
- Cartea 3: The Burning Page Londra: Pan Macmillan, 2016.ISBN: 978-1-4472-5627-4
- Cartea 4: The Lost Plot Londra: Pan Macmillan, 2017.ISBN: 978-1-5098-3071-8
- Cartea 5: The Mortal Word Londra: Pan Macmillan, 2018.ISBN: 978-1-5098-3072-5
- Cartea 6: The Secret Chapter Londra: Pan Macmillan, 2019.ISBN: 978-1-5290-0057-3
- Cartea 7: The Dark Archive Londra: Pan Macmillan, 2020.ISBN: 978-1-5290-0060-3
- Cartea 8: The Untold Story Londra: Pan Macmillan, 2021.ISBN: 978-1-5290-0063-4

### Alte cărți
- Lois McMaster Bujold's Vorkosigan Saga: Sourcebook and Roleplaying Game (2009)

### Ficțiune scurtă
- "Snow and Salt" „Zăpadă și sare” (2004)
- "The Final Path" „Calea finală” (2016)